# Орехово (Дмитров)
Орехово — бывшее упразднённое сельцо в Дмитровском уезде Московской губернии. 
Сейчас на его территории располагается частный сектор города Дмитрова. 
Сельцо располагалось на высоком холме, ранее называемым Поклонной горой. Внизу протекает речка Березовец.

## История
Сельцо Орехово Повельского стана Дмитровского уезда упоминается в Писцовом описании 1627/28 года как вотчина Дмитровского Борисоглебского монастыря. В Орехово находился монастырский двор, к которому относились пустоши: Митусово, Варсино, Шишкино, Привернино, Отушкино, Оксёново. Дмитровский уезд подвергся разорению в ходе польско-литовской интервенции во время Великой смуты.
В 1685 году из бывшего села Лаврово (Никольское по церкви) переносят деревянную шатровую церковь в Орехово, далее Лаврово числится пустошью.
В ходе секуляризационной реформы 1764 года в Орехово числится скотный двор со зданием и прудом для пойла лошадей. Но руководство монастыря не хочет записывать его на себя. Далее упоминаются сенокосные места на Ореховской и Митусовской пустошах.
Далее земли упразднённого сельца Орехово находятся на окраине Дмитрова.
В 1897 году на пустыре, где были заброшенные конюшни и пороховой склад, И. М. Галкин основывает чугунолитейный завод. В дальнейшем завод развивается и получает дополнительные пристройки. Данная территория постепенно входит в город.
Окончательно территория Ореховской пустоши вошла в территорию Дмитрова в 1932 году в ходе присоединению к городу больших территорий и индустриализации. Тогда из бывшего чугунолитейного завода построили Дмитровский экскаваторный завод. Рядом расположились дома работников.
Сейчас это территория завода и примыкающий к нему частный сектор Дмитрова по улицам: Водников, Садовой, Заводской и Березовец.